# Walchum
Walchum là một đô thị thuộc huyện Emsland, trong bang Niedersachsen, Đức. Đô thị này có diện tích 26,49 km². Dân số cuối năm 2006 là 1409 người.